# Джон Міддлтон (велогонщик)
Джон Міддлтон (англ. John Middleton; 21 червня 1906 — 24 січня 1991) — британський велогонщик.
Срібний призер Олімпійських Ігор 1928 року в роздільній командній гонці.